# Cacatuini
Cacatuini es una tribu de ave Psittaciformes de la familia de las cacatúas.

## Géneros
La tribu Cacatuini está conformado por tres géneros:
- Cacatua Vieillot, 1817
- Eolophus Bonaparte, 1854
- Callocephalon Lesson, 1837